# Tithorea napona
Tithorea napona är en fjärilsart som beskrevs av Richard Haensch 1903. Tithorea napona ingår i släktet Tithorea och familjen praktfjärilar. Inga underarter finns listade i Catalogue of Life.